# Pseudo-sécularisme
Dans le contexte indien, le terme de pseudo-sécularisme (hindi : छद्म धर्मनिरपेक्षता, anglais : pseudo-secularism) est utilisé pour décrire de manière péjorative les politiques considérées comme ayant pour objectif d'amadouer les minorités religieuses.
Les hindous constituent la communauté religieuse majoritaire en Inde ; le terme « pseudo-séculariste » implique que ceux qui prétendent être sécularistes ou laïques ne le sont pas en réalité, mais sont anti-hindous ou pro-minorités.
Les hommes politiques qui sont nationalistes hindous et qui sont accusés d'inciter au conflit intercommunautaire l'utilisent comme contre-accusation contre leurs critiques.

## Contexte
La première utilisation enregistrée du terme « pseudo-sécularisme » se trouve dans le livre Philosophy and Action of the R.S.S. for the Hind Swaraj, d'Anthony Elenjimittam. Dans son livre, Elenjimittam accusait les dirigeants du Congrès national indien de prétendre défendre la laïcité.
Après avoir été accusé de représenter le communalisme hindou dans la politique indienne, le Bharatiya Janata Party (BJP) a commencé à utiliser la contre-accusation de « pseudo-sécularisme » contre le Congrès et d'autres partis. Le chef du BJP, Lal Krishna Advani, caractérise les politiciens pseudo-laïques comme ceux pour qui « la laïcité n'est qu'un euphémisme pour les politiques de collecte de votes ». Selon lui, ces hommes et femmes politiques ne se préoccupent pas du bien-être des minorités, mais s'intéressent uniquement à leur vote.
Selon Rajeev Bhargava, spécialiste de philosophie politique et  éminent exégète de la Constitution indienne, certains partisans du sécularisme pensent qu’un État séculariste doit se limiter à intervenir négativement dans les affaires religieuses et ces défenseurs réduisent le sécularisme indien à une doctrine qui n’a qu’une seule fonction, à savoir la défense des droits des minorités. 
Mani Shankar Aiyar, membre du parti Congrès national indien (INC), a critiqué ce terme, le qualifiant de propagande des nationalistes hindous. L'historienne Mridula Mukherjee a décrit le pseudo-sécularisme comme « un terme proposé par les idéologues du nationalisme hindou pour délégitimer et nier l'authenticité du sécularisme. Le sous-entendu est que le sécularisme n'est qu'un vernis pour cacher de prétendues politiques d'apaisement des minorités. Les partisans de ce terme accusent les laïques d'être pro-musulmans et anti-hindous ». 
Selon Rajeev Bhargava, de nombreux partisans du sécularisme ne parviennent pas à expliquer pourquoi l’État indien ne semble intervenir négativement que dans les affaires d’une seule religion, à savoir l’hindouisme. 

## Exemples
Les politiques étatiques de l'Inde indépendante accordent des droits spéciaux aux musulmans en matière de droit personnel. Par exemple, dans l'affaire Shah Bano, une femme musulmane s'est vu refuser une pension alimentaire même après avoir gagné un procès, parce que le Parlement indien a annulé le jugement du tribunal sous la pression de l'orthodoxie islamique. De nombreux Indiens présentent souvent cette affaire comme une preuve de la pratique du pseudo-sécularisme par le Congrès,.
D'autres lois spéciales ont été réservées aux musulmans, telles que celles autorisant le triple talâq (triple répudiation) et la polygamie, sont également considérées comme pseudo-laïques.
Les réservations fondées sur la religion (une forme de discrimination positive fondée sur la religion) dans les institutions civiles et éducatives sont également considérées comme une preuve de pseudo-sécularisme.